# Michael J. McGivney
Michael J. McGivney, all'anagrafe Michael Joseph McGivney (Waterbury, 12 agosto 1852 – Thomaston, 14 agosto 1890), è stato un presbitero statunitense, fondatore dell'associazione cattolica dei Cavalieri di Colombo. È venerato come beato dalla Chiesa cattolica.

## Biografia
Ultimo dei nove figli di una coppia di immigrati irlandesi, nel 1869 entrò nel seminario di Saint-Hyacinthe, nel Québec: proseguì gli studi presso la Niagara University, tenuta dai padri Lazzaristi, e nel seminario arcivescovile di Baltimora. Il 22 dicembre del 1877, nella cattedrale dell'Assunzione, venne ordinato sacerdote dal cardinale James Gibbons.

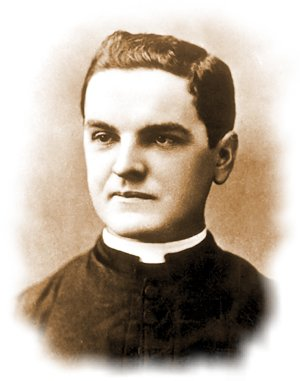
Padre McGivney

Viceparroco a New Haven, il 2 febbraio del 1882 padre McGivney fondò l'associazione dei Cavalieri di Colombo, per la mutua assistenza dei sodali: oggi l'associazione è diffusa a livello internazionale e conta oltre un milione e mezzo di membri. Colpito da tubercolosi, il sacerdote morì nel 1890, all'età di trentotto anni.

## La causa di beatificazione
La causa di beatificazione è stata introdotta nel 1996. Il 15 marzo del 2008 papa Benedetto XVI ha promulgato il decreto sull'eroicità delle virtù, riconoscendo a padre Michael McGivney il titolo di venerabile.
Nel 2020 papa Francesco ha promulgato il decreto in cui riconosce un miracolo avvenuto per sua intercessione.
È stato beatificato il 31 ottobre 2020 nella cattedrale di Hartford, in una cerimonia presieduta dal cardinale Joseph William Tobin, inviato come delegato di papa Francesco.